# Abbazia di Cerne
L'Abbazia di Cerne fu un'abbazia benedettina fondata nel 987 da Æthelmær the Stout in una località oggi chiamata Cerne Abbas. Ælfric di Eynsham, il più prolifico degli scrittori in inglese antico, vi trascorse molta parte della sua vita come sacerdote ed insegnante.
Il re Canuto il Grande saccheggiò l'abbazia durante un attacco alla città ma successivamente ne divenne un benefattore. La successiva storia dell'abbazia è priva di eventi degni di nota. Essa terminò piuttosto ingloriosamente: il suo ultimo abate venne accusato di numerosi misfatti, tra i quali quello di aver lasciato andare in rovina le terre dell'abbazia e l'abbazia stessa e di aver mantenuto un'amante, dalla quale avrebbe avuto più di un figlio. L'abbazia venne chiusa nel 1539.
A seguito della dissoluzione dei monasteri in Inghilterra i fabbricati vennero in gran parte demoliti, con la sola eccezione di parte della portineria e di una probabile foresteria, che vennero incorporate in edifici successivamente eretti. Stranamente, il portico, con le sue volte in pietre lavorate, è rimasto in piedi fino ad ora nel centro di una zona boschiva.